# Cap Cerbère
Das Cap Cerbère ist das am weitesten südlich gelegene Kap Frankreichs. Es liegt an der Côte Vermeille und gehört zum Gemeindegebiet von Cerbère.

## Lagebeschreibung
Das Cap Cerbère ist der Bucht von Cerbère rund 1000 Meter östlich vorgelagert. Die Küste ist relativ steil abfallend und felsig, zerfledderte Felssporne ragen nach Ostsüdost ins Meer hinaus. Die Oberfläche des Kaps ist plateauartig und flach. Hier befindet sich auch der solar betriebene Leuchtturm, der über eine von der D 914 (in Richtung Portbou) nach links abzweigenden Straße gut zu erreichen ist.

## Geologie
Der geologische Untergrund des Cap Cerbère wird aus paläozoischen Schiefern des Albères-Massivs aufgebaut. Die gegen Ende der variszidischen Gebirgsbildung im Oberkarbon vor rund 300 Millionen Jahren BP metamorphosierten Gesteine sind älter als 470 Millionen Jahre BP und gehören der Chloritzone der Grünschieferfazies an. Ihre regionale Schieferung streicht Ostsüdost bis Südost.

## Photogalerie

Blick vom Cap Cerbère nach Süden zur Punta l'Ocell – Beginn der französischen Staatsgrenze
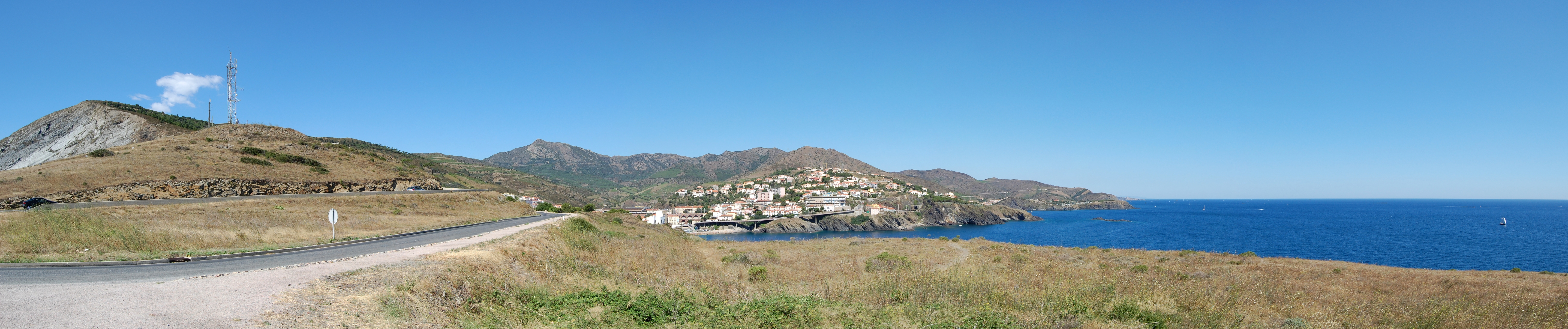
Blick nach Norden gen Cerbère
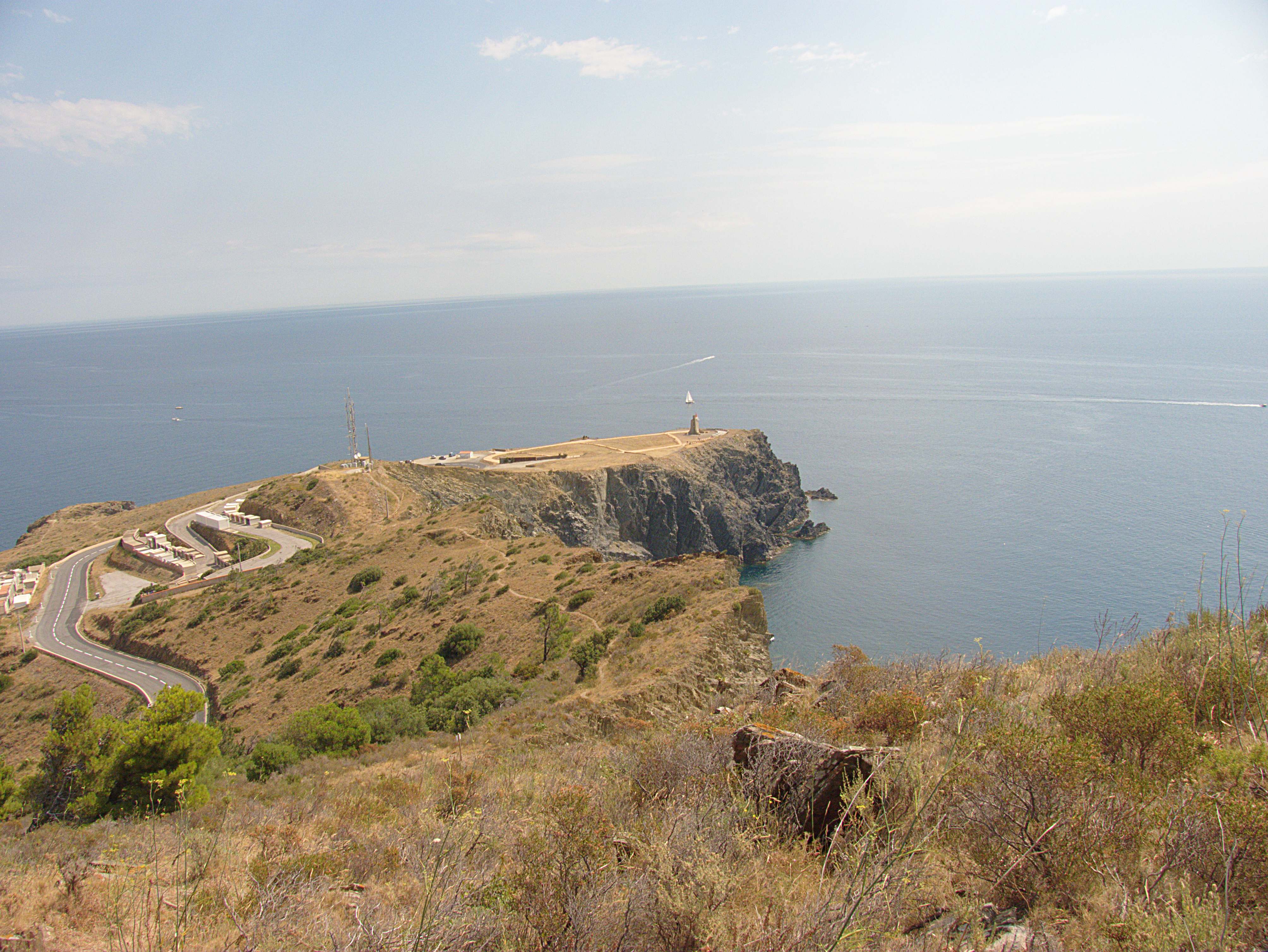
Blick nach Osten über das Cap Cerbère
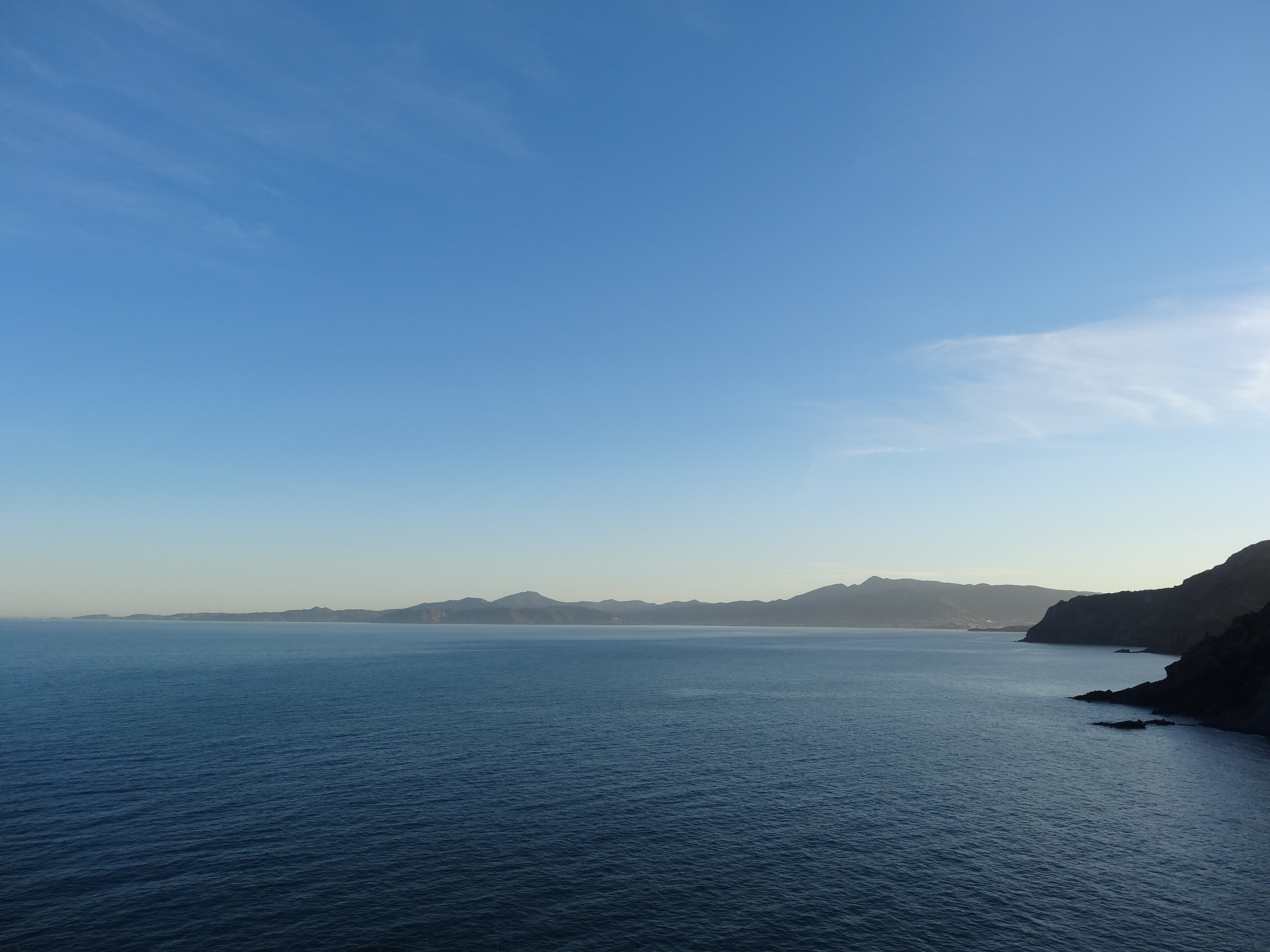
Blick vom Leuchtturm nach Süden zum Cap de Creus
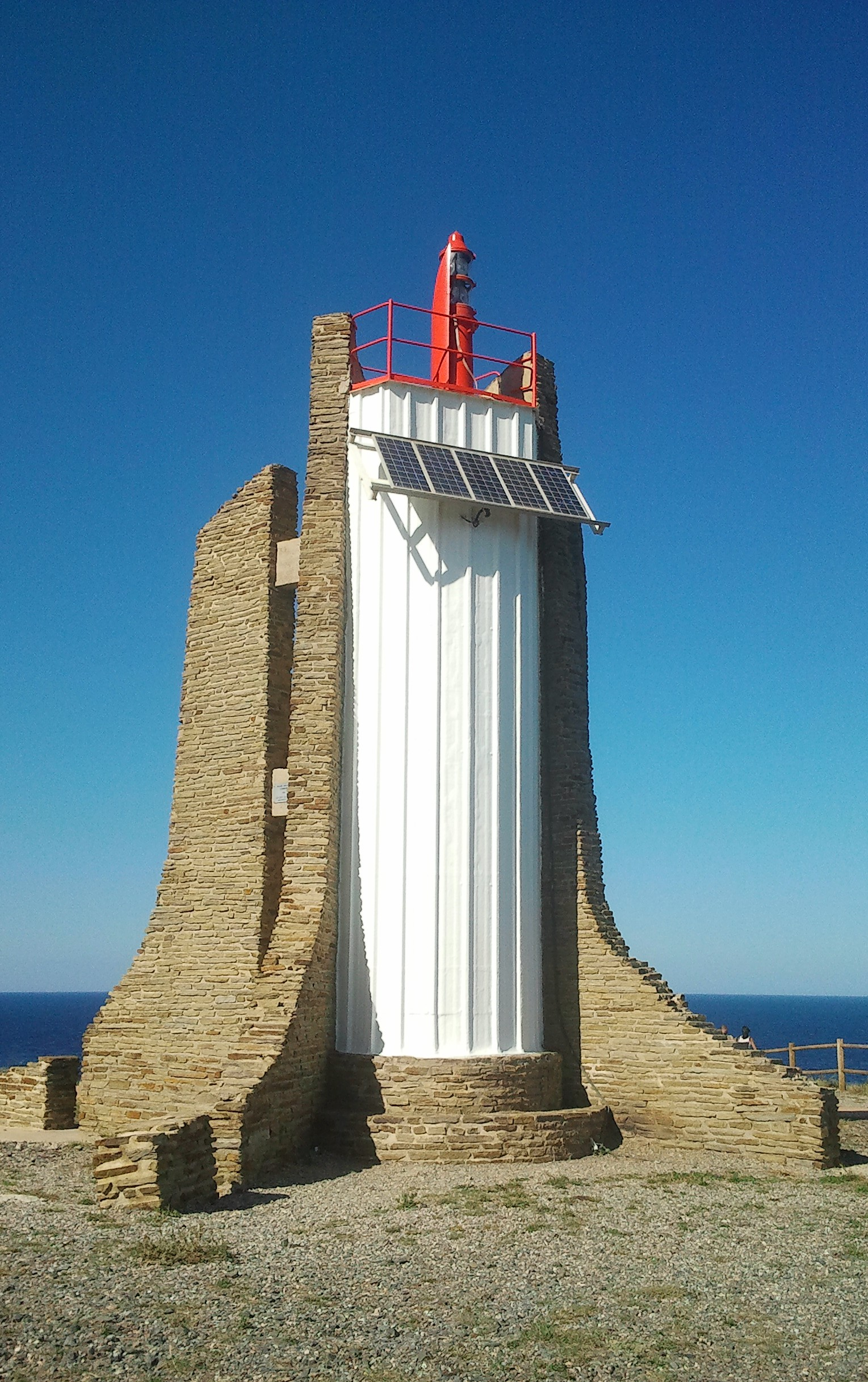
Leuchtturm